# Odlewanie pod niskim ciśnieniem
Odlewanie pod niskim ciśnieniem – sposób wykonywania odlewów z metali nieżelaznych, polegający na wypełnieniu formy (najczęściej metalowej) ciekłym metalem pod niewielkim ciśnieniem lub podciśnieniem, zwykle nieprzekraczającym 0,2 MPa (2 atm), najczęściej poniżej 0,1 MPa (1 atm) od dołu, co pomaga wyeliminować takie wady, jak m.in. wtrącenia tlenków.
Technologia ta jest odmianą odlewania kokilowego. Proces ma następujący przebieg: metalowa forma jest zamontowana powyżej szczelnego pieca zawierającego ciekły metal. Wyłożona materiałem ogniotrwałym rura wznośna transportuje ciekły metal od pieca znajdującego się w dolnej części urządzenia do wnęki formy. W momencie doprowadzenia powietrza do pieca, ciekły metal podnosi się wewnątrz rury doprowadzającej i wpływa do wnęki formy metalowej z przepływem o bardzo małej turbulencji. Powietrze z formy jest odprowadzane przez odpowietrzenia i podział formy. W momencie zakrzepnięcia metalu w formie zostaje odcięty dopływ powietrza do pieca, dzięki czemu ciekły metal znajdujący się w przewodzie doprowadzającym spływa z powrotem do pieca. Po określonym czasie chłodzenia odlewu, formę otwiera się i wyjmuje się odlew. Ze względu na brak wlewów doprowadzających i nadlewów uzysk metalu w tej technologii jest bardzo wysoki, zwykle powyżej 90%. W technologii tej można uzyskiwać odlewy o dużej dokładności wymiarowej i dobrej jakości powierzchni. Możliwe jest również wykonywanie skomplikowanych odlewów z wykorzystaniem rdzeni piaskowych. Technologia ta jest zwykle stosowana do wykonywania odlewów ze stopów aluminium, np. felg. Minimalna grubość ścianki odlewu to 2–3 mm.